# Romobil
Romobil je vrsta osobnog vozila na vlastiti pogon. Koriste ga djeca kao igračku, ali sve češće ga voze i odrasli. Naziv "romobil" skraćenica je od "rolomobil", i najvjerojatnije dolazi od engleskih riječi "to roll" (kotrljati se), i mobile (pokretan). Vozilo je poznato i pod imenom trotinet (fr. trottinette), od francuske riječi "trot", što znači "kasati" ili "kaskati".
Prvi romobili nastali su u industrijskim urbanim područjima u Europi i Sjedinjenim Američkim Državama, 1920-ih ili prije, često su bili vlastoručno izrađeni, i koristili su se kao dječje igračke. Nešto kasnije pojavili su se i prvi romobili za odrasle, na području Njemačke i Francuske. Romobil i bicikl nastali su vjerojatno po uzoru na isto vozilo, bila je to "draisine" (drezina), koja je izrađena u Njemačkoj, 1817. godine.
Romobili se sastoje od upravljača, platforme ili daske, i kotača, koje pokreće vozač, odgurujući se nogom od tla. Većina današnjih romobila izrađeni su od aluminija, titanija i čelika. Neki romobili napravljeni za mlađu djecu izrađeni su od plastike, i ponekad imaju 3 do 4 kotača (ali većina uobičajenih ima 2 kotača). Moderni romobili za odrasle obično su preklopivi kod spoja upravljača s površinom za stajanje, što omogućuje vozaču lakše spremanje vozila kada ga ne koristi. Kotači suvremenih romobila imaju gume, što olakšava kretanje i upravljanje vozilom, te ga čine udobnijim i sigurnijim u prometu. Sve su popularniji motorizirani romobili, posebno električni.

## Vanjske poveznice
- The History Of Kick Scooters
- Who Invented the Scooter?
- The Scooter, A History